# Apatomerus
Apatomerus (nombre que traduce "fémur engañoso"), es un género de reptil extinto conocido de un único fósil (KUVP 1199) de edad del Albiense (Cretácico Inferior) hallado en el Esquisto Kiowa de Kansas, Estados Unidos. Este hueso, recolectado en 1893, fue identificado originalmente como un fémur de un crocodiliano, pero fue descrito en 1903 por Samuel Wendell Williston como perteneciente a un pterosaurio. Esta identificación fue mantenida hasta la década de 1970, pero ha sido abandonada. Las compilaciones recientes de géneros de pterosaurios, como la de Wellnhofer, 1991 y Glut, 2004 no lo incluyen, y Mike Everhart, una autoridad en rocas del Mar de Niobrara (incluyendo el Esquisto Kiowa) identificó el hueso como una probable parte superior de un propodial de un plesiosaurio (un hueso de las extremidades).